# テレビン油
テレビン油（テレビンゆ、英: turpentine）は、マツ科の樹木のチップ、あるいはそれらの樹木から得られた松脂を水蒸気蒸留することによって得られる精油のこと。松精油、テレピン油、ターペンタインともいう。

## 分類
テレビン油は製法によっていくつかに分類されている。
- ガム・テレビン油 - 松脂の水蒸気蒸留によって得られたもの。
- ウッド・テレビン油 - マツ科の樹木のチップを水蒸気蒸留あるいは乾留することで得られたもの。
- 硫酸テレビン油 - 硫酸塩パルプ製造時にチップを加熱処理した時に留出して得られたもの。
- 亜硫酸テレビン油 - 亜硫酸パルプ製造時にチップを加熱処理した時に留出して得られたもの。

品質的にはガム・テレビン油が最上とされているが、生産量が多いのは硫酸テレビン油である。
元々は地中海に生えるピスタチオの仲間、テレビンノキPistacia terebinthus の樹液を指していた。現在ではこれをマツ科の植物から採取するものと区別するために、サイプリアン・ターペンタイン等と呼ぶ。

## 性状・成分
ほぼ無色から淡黄色の液体で、亜硫酸テレピン油以外は主にα-ピネンとβ-ピネンを成分とする。この2つの成分の比率や光学純度は原木の種類によって違いがある。亜硫酸テレピン油は、他のテレビン油と異なりp-シメンを主成分としている。空気中で徐々に酸化されて粘性が高くなり、やがて樹脂状となる。

## 用途
塗料やワニスなどの溶剤として利用されるほか、医薬品の成分としても用いられている。化学工業においては、リナロールなど他のモノテルペン化合物の原料として使用されている。美術の分野では、油絵具の薄め液・画用液として用いられる。珍しいところではフランスが開発したロケットであるディアマンAの第一段エンジン用ロケット燃料として用いられた。